# Culloden (Georgie)
Culloden je město v Monroe County, v Georgii, ve Spojených státech amerických. V roce 2011 žilo ve městě 175 obyvatel.

## Demografie
Podle sčítání lidí v roce 2000 žilo ve městě 223 obyvatel, 86 domácností a 60 rodin. V roce 2011 žilo ve městě 87 mužů (49,7 %), a 88 žen (50,3 %). Průměrný věk obyvatele je 47 let.